# Arcene
Arcene – miejscowość i gmina we Włoszech, w regionie Lombardia, w prowincji Bergamo.
Według danych na styczeń 2009 gminę zamieszkiwało 4745 osób przy gęstości zaludnienia 1122 os./1 km².